# Canyon Diablo
La météorite Canyon Diablo s'est écrasée sur Terre il y a environ 49 000 ans,. L'impact a formé Meteor Crater en Arizona. La météorite est connue par ses fragments recueillis autour du cratère et à proximité du Cañón del Diablo (« Canyon du Diable (en) »). C'est une météorite de fer, et plus précisément une octaédrite. Les fragments étaient utilisés par les Amérindiens durant la préhistoire comme source de fer météorique. La récolte de ses différents fragments s'est organisée et intensifiée depuis les années 1800.

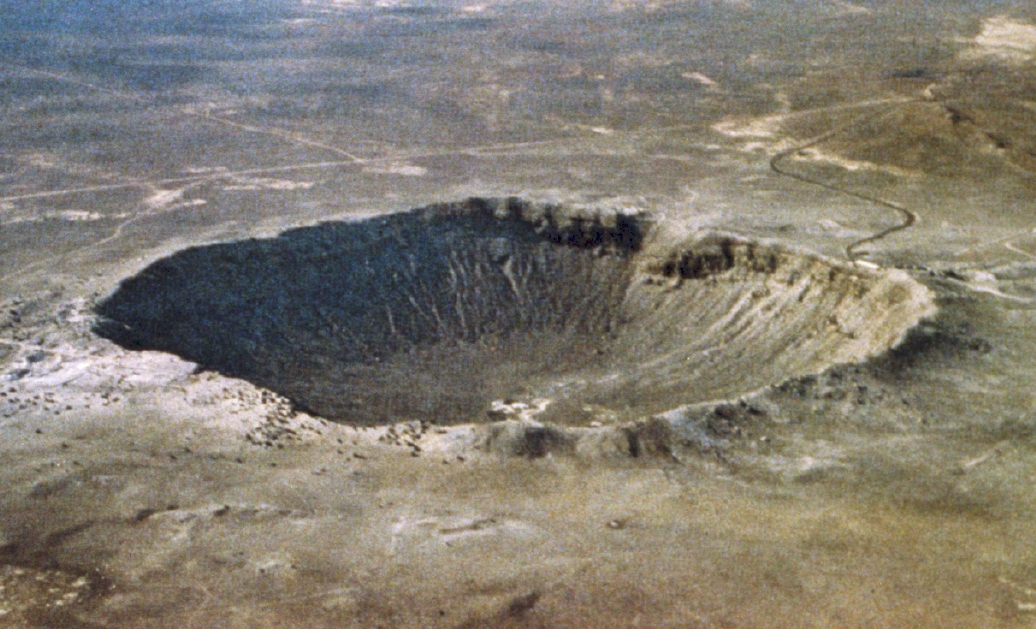
Meteor Crater, Arizona

À partir du cratère d'impact sa masse est estimée à 4 × 108 à 1,2 × 109 kg, correspondant à un diamètre avant impact de l'ordre de 50 m.

## Composition
Les minéraux composant cette météorite sont :
- chromite : oxyde de chrome et fer-magnésium ;
- cohénite : carbure de fer-nickel-chrome (même espèce cristalline que la cémentite) ;
- daubréelite (en) : sulfure de fer-chrome ;
- diamant : carbone ;
- graphite : carbone ;
- haxonite (en) : carbure de fer-nickel ;
- kamacite : alliage fer-nickel, le composant le plus abondant ;
- lonsdaléite : carbone ;
- moissanite : carbure de silicium (second matériau naturel le plus dur) ;
- schreibersite : phosphure de fer-nickel ;
- sulfures métalliques ;
- taénite : alliage fer-nickel (plus riche en nickel que la kamacite) ;
- troïlite : sulfure de fer.

## Les fragments dans le monde
Des fragments sont répartis dans les collections des muséums du monde entier :
- 639 kg, le plus gros fragment de la météorite du Canyon Diablo, nommé « Holsinger Meteorite » ;
- 485 kg, le plus gros fragment hors des États-Unis, appartenant au Canterbury Museum de Christchurch, Nouvelle-Zélande[4] ;
- 360 kg, à la galerie de Minéralogie et de Géologie (MNHN, Paris, France) ;
- 242,6 kg, Verkamp's Store, Arizona[5] ;
- 226,8 kg, au Musée de Minéralogie MINES ParisTech[6] ;
- 225,9 kg, Académie de sciences naturelles de l'Université de Drexel, Philadelphie, Pennsylvanie ;
- 162 kg, Meteorite Museum, Université de Californie, Los Angeles, Californie[7] ;
- 136 kg, Franklin Institute, Philadelphie[8] ;
- 122 kg, Griffith Observatory, Los Angeles, Californie ;
- 100 kg, Steinhart Museum, San Francisco, Californie ;
- 54 kg, Newark Museum, Newark, New Jersey ;
- 22 kg, « Basket Meteorite », Meteor Crater Museum, Arizona[9],[10].

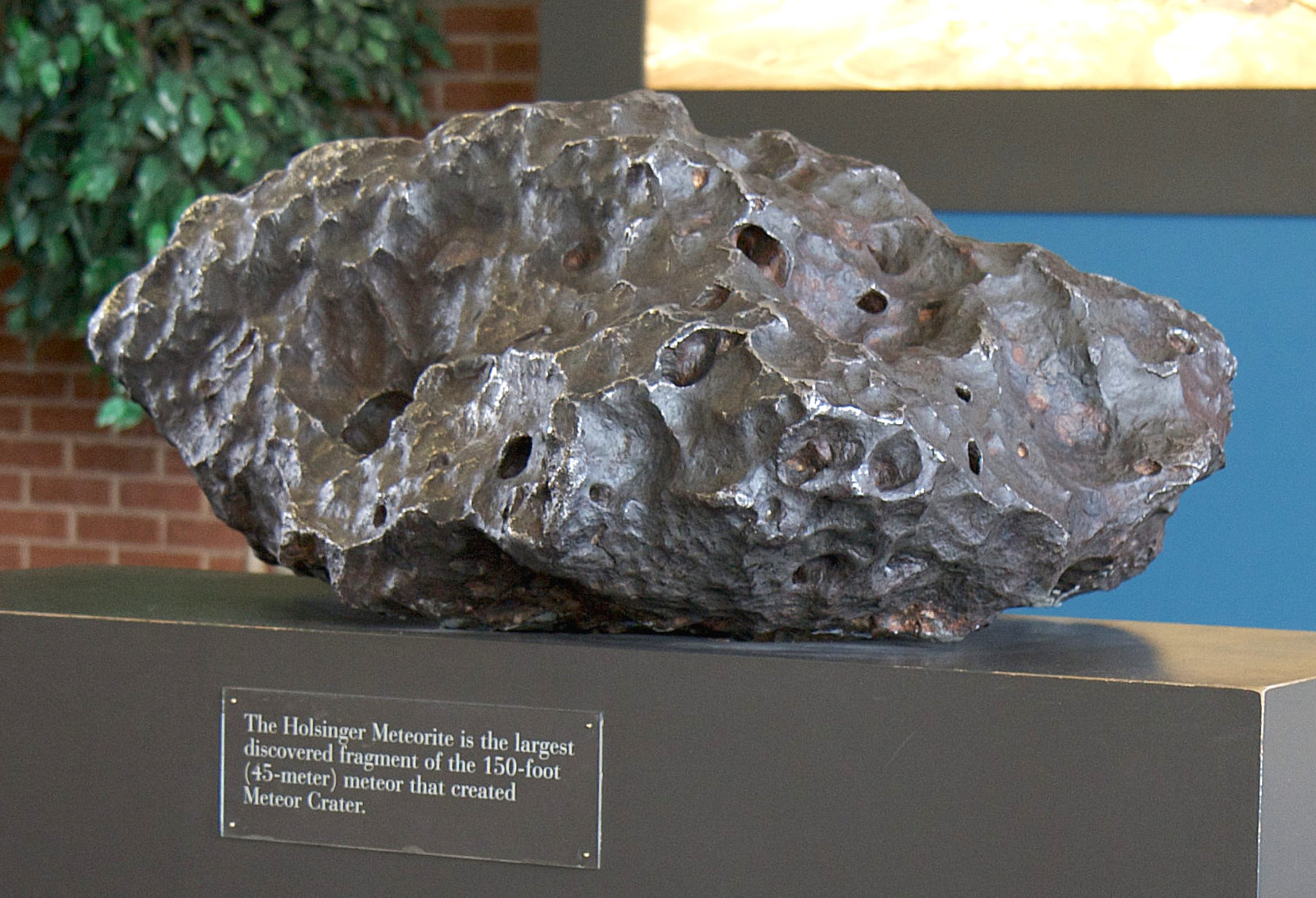
« Holsinger Meteorite », 639 kg
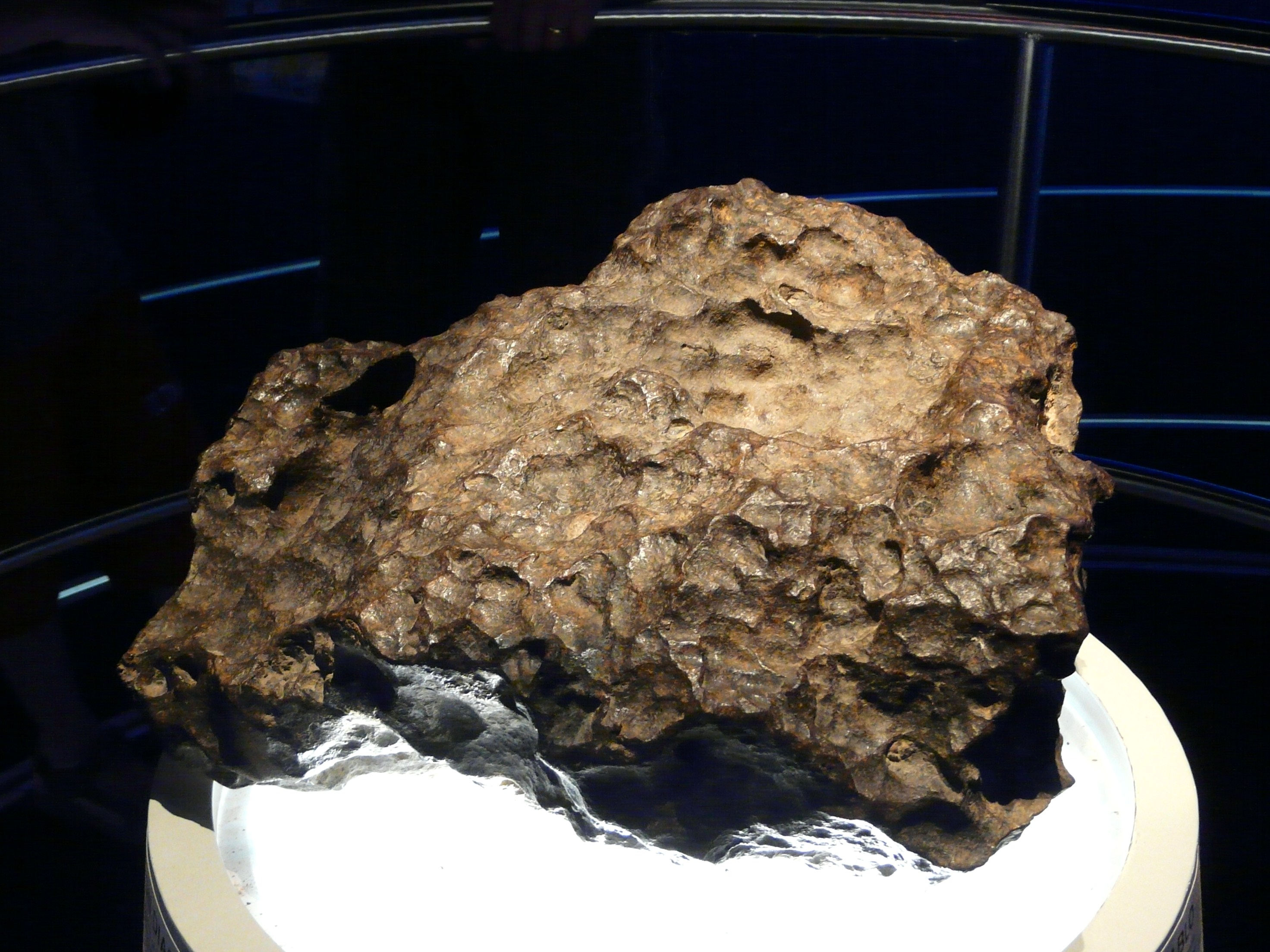
Fragment de 360 kg au Muséum national d'histoire naturelle, à Paris
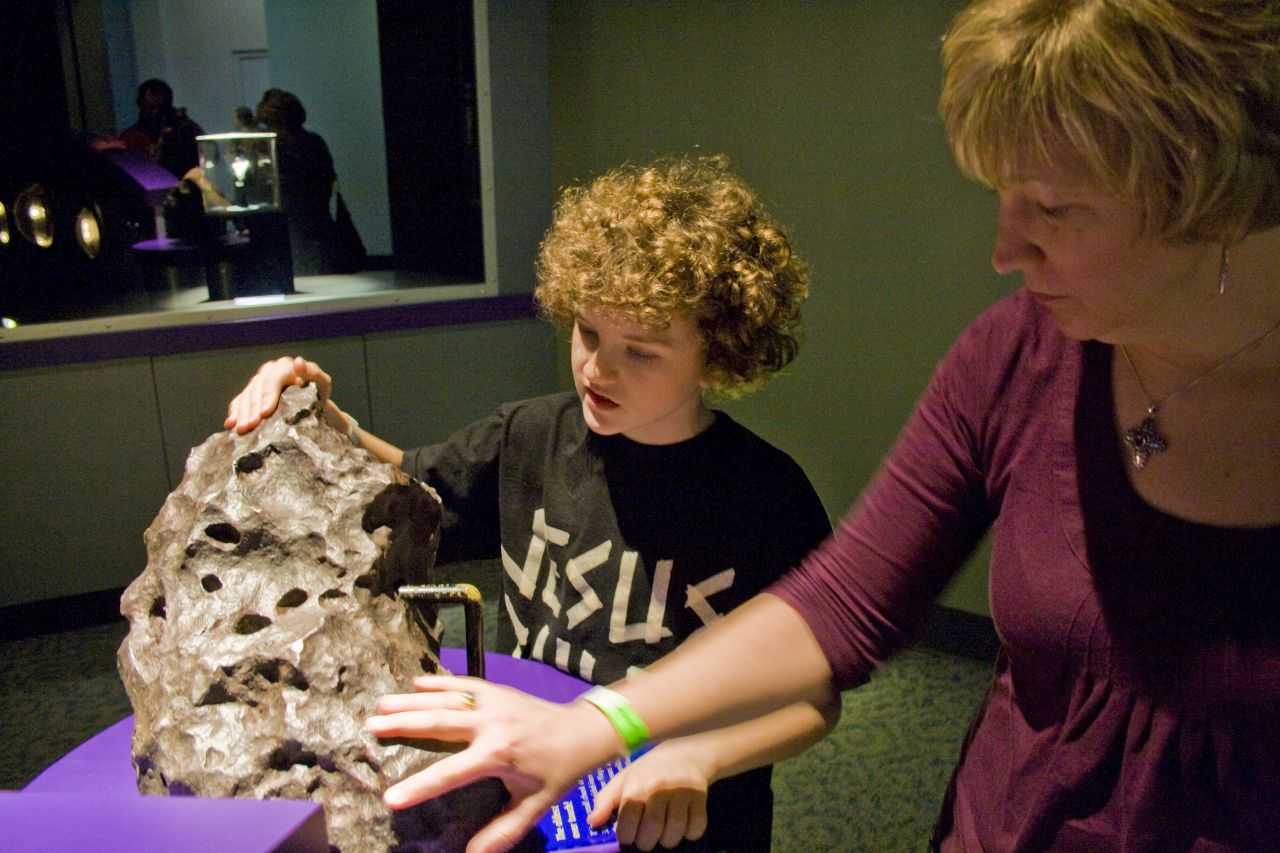
Fragment de 136 kg du Franklin Institute de Philadelphie
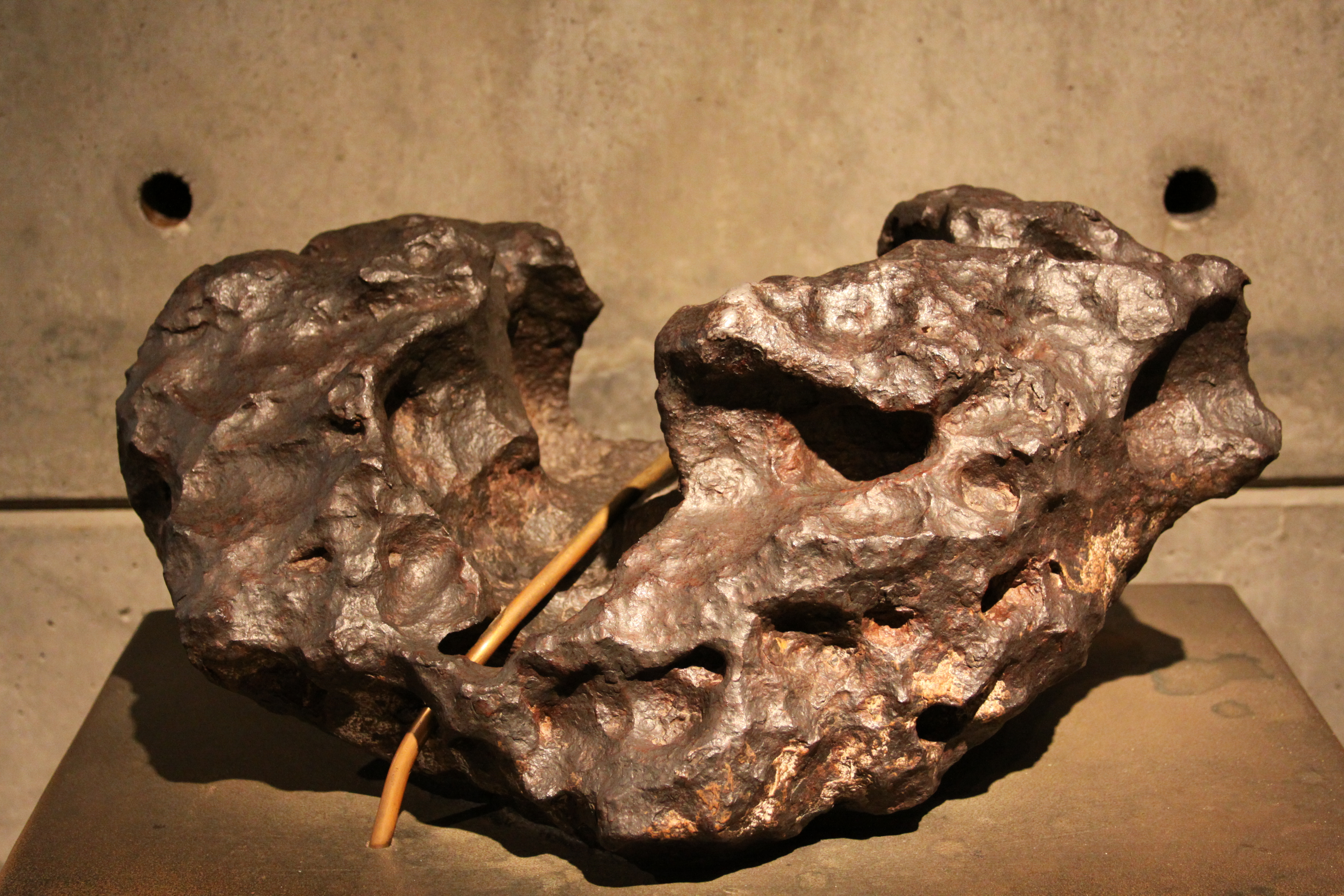
Fragment de 122 kg, Griffith Observatory, Los Angeles